# ユルク・シェフトライン
ユルク・シェフトライン（Jürg Schaeftlein, 1929年5月15日 - 1986年2月15日）は、オーストリア出身のオーボエ奏者。

## 経歴
1929年、グラーツ生まれ。幼時から姉（後にブロックフレーテ奏者）と共にブロックフレーテを始め、その後オーボエをまなぶ。ウィーン交響楽団に在籍していたが、1952年にクルト・ヴェスの要請で来日し、ヴェス在任中のNHK交響楽団の客員オーボエ奏者を務めた。また、日本滞在中は東京芸術大学でも教鞭をとった。
帰国後はウィーン交響楽団に復帰し、1958年から首席オーボエ奏者。傍ら古楽器（ピリオド楽器）の演奏でも活動し、1961年にウィーン・コンツェントゥス・ムジクスに首席オーボエ奏者として参加し、没年までその任に当たった。1970年からはウィーン国立音楽大学でも後進の指導に当たっていた。1986年、ウィーンにて没。